# Сланцеві острови
Архіпелаг острови Слейт або Сланцеві (англ. Slate Islands)  складається з двох основних островів, п'яти дрібних островів і багатьох острівців і розташований в північній частині озера Верхнє, за 10 км на південь від міста Террас-Бей. Острови були створені метеоритним ударом, який утворив кратер близько 32 км у діаметрі. У 1985 році уряд Онтаріо створив на островах природний парк провінції. На островах розташована найбільша в Онтаріо колонія північного лісового карібу.
Загальна площа архіпелагу складає близько 36 км2. Розташовані за 1 км на схід острови групи Лідмана часто вважають частиною островів Слейт.

## Фауна
Острови є домівкою для лісових карібу. Карібу є класичним прикладом острівної біогеографії в дії; острови цікаві відсутністю видів, які присутні на сусідній суші (руда білка, лось, білохвостий олень, тетерев). Копитні також були відсутні на островах до міграції туди карібу на початку 1900-х років, а хижаки були присутні лише епізодично. Карібу на островах досягли найвищої щільності популяції в світі  перед початком 1990-х років, коли стадо оцінювалось в 650 тварин. Після нестачі продовольства і вимирання в 1990 році, кількість скоротилась приблизно до 100. В 2012 році  на островах налічувалось близько 200 карібу. Вовки досягли архіпелагу на початку 1990-х років і активно полювали на оленя, але з невідомих причин вони зникли кілька років потому;  вовки знову з'явились на островах зимою 2015/16 (або раніше), що підтверджується повітряними спостереженнями та слідами життєдіяльності.
Інші ссавці, що мешкають на островах, — бобри, ондатри, зайці, куцохвості ласки, червоно-спинні полівки і руді лисиці.
Води, що оточують Сланцеві острови, були захищені від комерційного рибальства, щоб зберегти одне з останніх природних місць розмноження озерної форелі у Верхньому озері.

## Флора

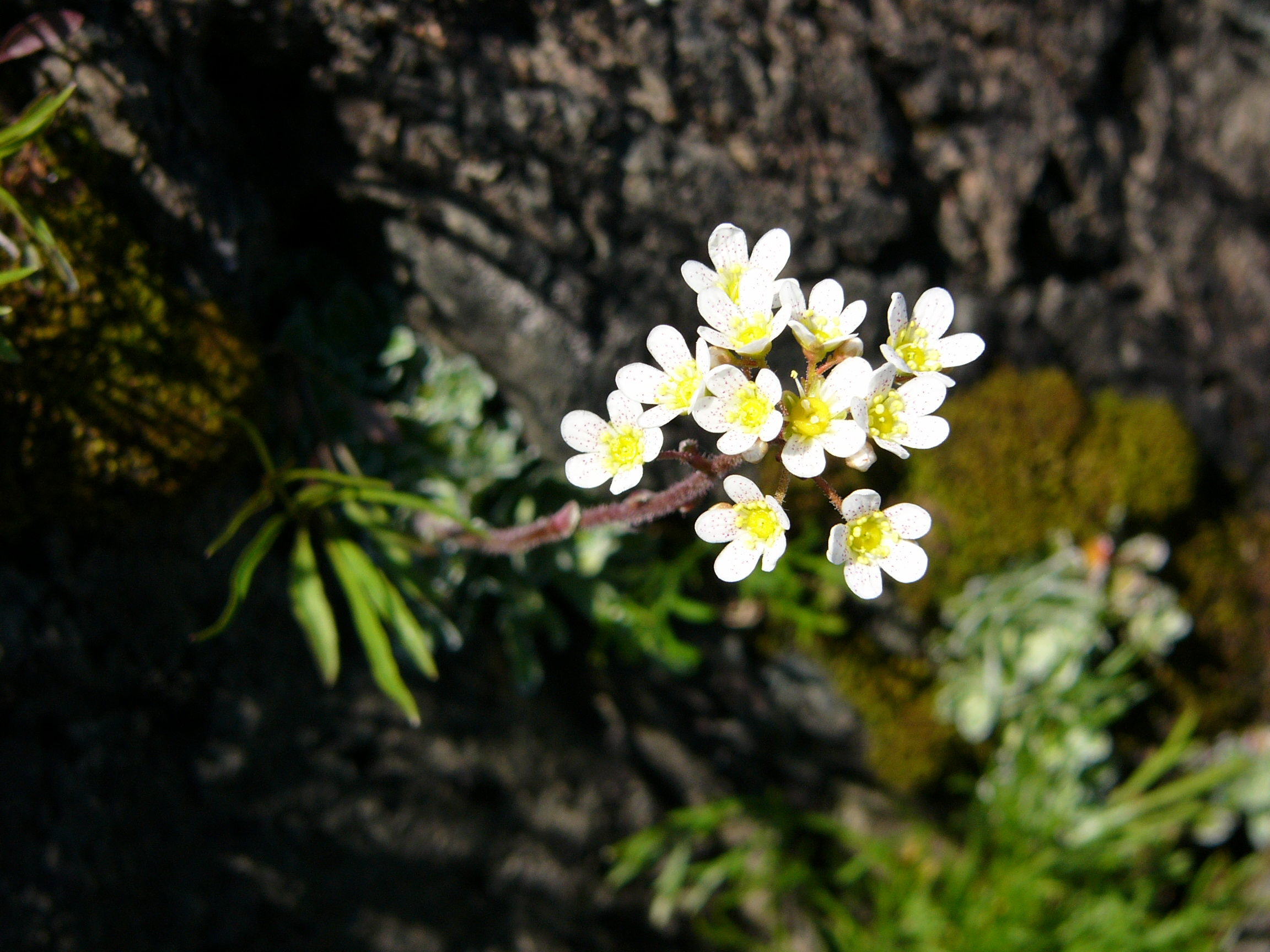
Ломикамінь волосистий зростає у Вільямс Пойнт на Сланцевих островах

Охолоджуючий ефект озера Верхнє робить Сланцеві острови особливо суворим середовищем існування для своєї широти. В результаті, на островах присутні арктичні та альпійські види рослин, такі як альпійська мокриця (найбільш південне її місце), Dryas drummondii (далі присутні лише у 1600 км на північ), і альпійський гірчак, який є інуїтським делікатесом, який їдять з тюленячим жиром. Ці арктичні рослини є свідченням минулих зледенінь та пов'язаних з ними умов тундри в цій місцевості в минулому.

## Людська історія
Відомі свідчення присутності людини на островах датуються близько 1000 р.н. е.
Маяк був побудований на острові Паттерсон, найбільшому острові архіпелагу, 1903 року, для допомоги кораблям у пошуку гавані сусіднього міста Джекфіш, Онтаріо. Острів названий на честь Вільяма Паттерсона, колишнього лейтенант-губернатора Саскачевану. Пізніше на острові Макколл була збудована риболовна станція.
Первісний ліс на островах був змінений рубками і лісовими пожежами. Аж до 1940-х років острови використовувались як склад дерева з північного берега озера Верхнього на експорту озерним транспортом для заводів пульпи в США.
1985 року Сланцеві острови отримали статус Природного парку провінції Онтаріо. На островах немає ніяких зручностей, і туди можна добратися тільки човном або літаком. Ізоляції островів сприяють майже 9 км відкритою, дикої води озера Верхнього і їх віддаленість від великих населених пунктів. Острови відвідують натуралісти, рибалки, моряки озера, і останнім часом все більша кількість морських каякерів.

## Ударний кратер

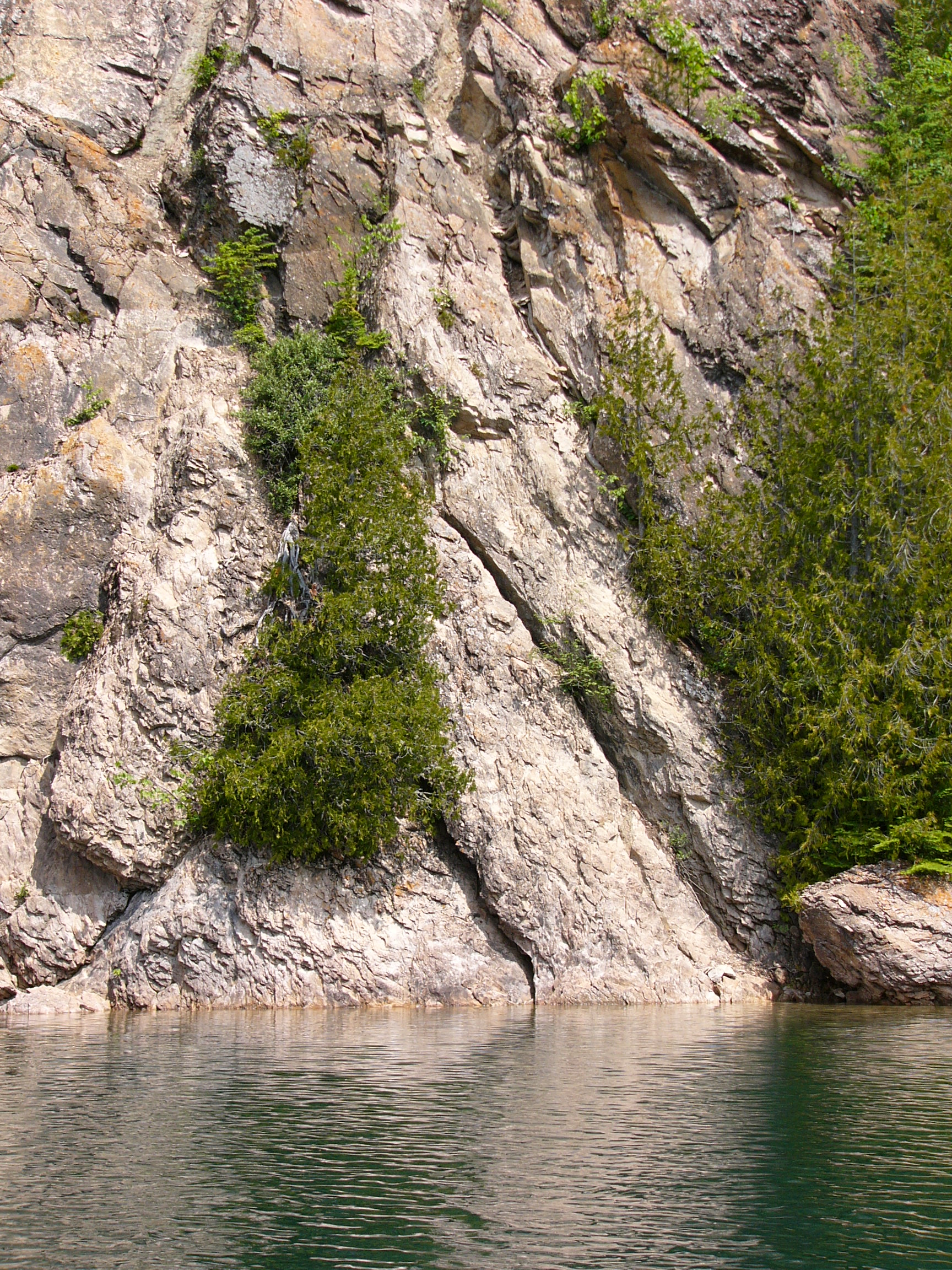
Приблизно 9-метровий у висоту конус руйнування, розташований у гавані Макгріві, Сланцеві острови

Сланцеві острови є центром великого метеоритного ударного кратера. Первісний вал кратера оцінюється приблизно в 32 км в діаметрі, але він і більшість кратера згодом було зруйновано, залишивши острови, які інтерпретуються як центральне підняття. Вік ударної події оцінюється приблизно в 450 млн років (Ордовик). інше джерело оцінює вік у 800—500 млн років (кінець Протерозою до раннього Палеозою). Він може бути наслідком одного з декількох метеоритів середнього Ордовика, які впали майже одночасно 469 мільйонів років тому, частина пропонованої Ордовикової метеоритної події, куди також включають кратери Декора в штаті Айова, Еймс в Оклахомі, і Рок-Елм в штаті Вісконсин.

## Геологія
Острови складаються не зі сланцю; це, в основному, метаморфізовані вулканічні породи віком більше 2,7 мільярда років. Також наявні осадові породи формацій Роув і Ганфлінт віком приблизно 1,85-2,1 млрд років. Є свідчення, що близько 1,1 мільярда років тому на острові Паттерсон був центр вулканізму, проте практично всі вулканічні породи зазнали ерозії.
Наймолодші породи островів — діатреми, тобто заповнені брекчією вулканічні трубки, які утворилися в результаті газових вибухів. Вони трапляються як дайки або сілли, які пронизують всі старіші породи.
Також на островах розташовані добрі приклади конусів руйнування — рідкісних геологічних об'єктів, які утворюються в основних породах ударними хвилями від метеоритів. Вони мають явно конічну форму з тонкими лініями (стриями), які розходяться від вершини (апекса) конуса. На Сланцевих островах розташований 9-метровий конус руйнування, один з найбільших у світі.
Наявні також алогенні брекчії, особливо на східних і північних сторонах островів.